# Veľké Vozokany
Veľké Vozokany este o comună slovacă, aflată în districtul Zlaté Moravce din regiunea Nitra. Localitatea se află la altitudinea de 181 m deasupra n.m., se întinde pe o suprafață de 9,87 km2 și în 2017 număra 459 de locuitori.

## Istoric
Localitatea Veľké Vozokany este atestată documentar din 1209.

## Demografie
| An:                | 1994 | 2004   | 2014   | 2024    |
| ------------------ | ---- | ------ | ------ | ------- |
| Număr de persoane: | 532  | 504    | 479    | 426     |
| Diferență:         |      | −5,26% | −4,96% | −11,06% |

| An:                | 2023 | 2024   |
| ------------------ | ---- | ------ |
| Număr de persoane: | 431  | 426    |
| Diferență:         |      | −1,16% |